# Медаль «За освоение недр и развитие нефтегазового комплекса Западной Сибири»
Медаль «За освоение недр и развитие нефтегазового комплекса Западной Сибири» — государственная награда СССР. Учреждена Указом Президиума Верховного Совета СССР от 28 июля 1978 года.

## Положение о медали
Медалью «За освоение недр и развитие нефтегазового комплекса Западной Сибири» награждались активные участники освоения недр и развития нефтегазового комплекса Западной Сибири за самоотверженную работу по выявлению, разведке и разработке нефтяных и газовых месторождений, добыче и промышленной переработке нефти и газа, строительству производственных и жилищно-гражданских объектов, транспортных магистралей, по энергоснабжению, транспортному и иному обслуживанию производств нефтегазового комплекса, а также работники научно-исследовательских и проектно-конструкторских организаций, учреждений и организаций непроизводственной сферы, партийных, советских, профсоюзных и комсомольских органов, находящихся на территории нефтегазового комплекса, внесшие своим добросовестным трудом вклад в его развитие.
Медалью награждались рабочие и служащие, проработавшие в районах нефтегазового комплекса Западной Сибири, как правило, не менее трех лет.
Награждение медалью «За освоение недр и развитие нефтегазового комплекса Западной Сибири» производилось от имени Президиума Верховного Совета СССР Президиумом Верховного Совета РСФСР.
Ходатайства о награждении медалью «За освоение недр и развитие нефтегазового комплекса Западной Сибири» возбуждались администрацией предприятий, организаций, учреждений совместно с партийными, профсоюзными и комсомольскими организациями трудовых коллективов, а также районными, городскими партийными, советскими органами.
Представления о награждении медалью вносилось в Президиум Верховного Совета РСФСР министерствами и ведомствами СССР и РСФСР, предприятия и организации которых ведут работы по освоению недр и развитию нефтегазового комплекса, а также исполнительными комитетами Тюменского и Томского областных Советов народных депутатов.
Медаль «За освоение недр и развитие нефтегазового комплекса Западной Сибири» носится на левой стороне груди и располагается после медали «За преобразование Нечерноземья РСФСР».

## Описание медали
Медаль «За освоение недр и развитие нефтегазового комплекса Западной Сибири» изготавливалась из латуни и имеет форму правильного круга диаметром 32 мм.
На лицевой стороне медали изображены серп и молот на фоне нефтяных вышек, газгольдеров и трубоукладчика. По окружности размещены надпись «За освоение недр и развитие нефтегазового комплекса Западной Сибири» и пятиконечная звездочка.
На оборотной стороне медали на фоне пятиконечной звезды и расходящихся в виде пятиугольника лучей расположена надпись «СССР». Ниже изображены перекрещивающиеся лавровая и дубовая ветви.
Все надписи и изображения на медали выпуклые. Края медали окаймлены бортиком.
Медаль при помощи ушка и кольца соединяется с пятиугольной колодочкой, покрытой шелковой муаровой лентой шириной 24 мм со светло-зелеными полосами по краям шириной 6 мм и голубой полосой посередине шириной 6 мм. Светло-зеленые и голубая полосы разделены между собой белой полоской шириной 1 мм и черной полоской шириной 2 мм.
Медалью награждено около 25 000 человек

## Иллюстрации
- Лицевая сторона
- Обратная сторона